# Zethner See
Der Zethner See liegt in der Mecklenburgischen Seenplatte südlich von Mirow im Süden Mecklenburg-Vorpommerns, nahe der Grenze zu Brandenburg. Er ist der südwestlichste See der südlich von Mirow befindlichen Seenkette aus Zotzensee, Mössensee, Vilzsee, Zethner See und Schwarzer See.
Bei zirka 950 Meter Länge und zirka 450 Meter Breite besitzt er eine ovale Form ohne größere Gliederung. Im Norden geht er in den Schwarzer See über, im Osten über den Mirower Adlersee in den Vilzsee.
Am Westufer befindet sich das Waldcamping Zethner See und ein Pfadfinderzeltplatz.
Am Südufer zwischen Peetsch- und Zethner See befinden sich der Campingplatz Forsthof Schwarz und eine Jugendbegegnungsstätte.